# جون لوفتر أرناسون
جون لوفتر أرناسون Jón Loftur Árnason (ولد في 13 نوفمبر 1960) لاعب شطرنج أيسلندي يحمل لقب أستاذ كبير.
- توج بطلاً لأيسلندا في الشطرنج ثلاث مرات.
- فاز ببطولة العالم للشباب تحت 17 سنة عام 1977.
- حصل على لقب أستاذ كبير عام 1986.

## وصلات خارجية
- جون لوفتر أرناسون على موقع الاتحاد الدولي للشطرنج (الإنجليزية)
- جون لوفتر أرناسون على موقع مباريات الشطرنج (الإنجليزية)
- جون لوفتر أرناسون على موقع 365Chess.com (الإنجليزية)
- جون لوفتر أرناسون على موقع Chesstempo.com (الإنجليزية)
- جون لوفتر أرناسون سجل أولمبياد الشطرنج على موقع OlimpBase.org (الإنجليزية)